# James Blish
James Benjamin Blish (ur. 23 maja 1921 w East Orange w stanie New Jersey, zm. 30 lipca 1975 w Henley-on-Thames) – amerykański pisarz fantasy i science fiction. Pisał też teksty krytyczne pod pseudonimem William Atheling Jr..

## Życiorys
James Blish studiował biologię na uniwersytetach Rutgersa i Columbia. W czasie II wojny światowej służył w armii jako technik medyczny. Po wojnie pracował w firmie farmaceutycznej Pfizer. W 1940 roku opublikował pierwsze opowiadanie. Pomyślny rozwój kariery literackiej sprawił, że zrezygnował z pracy i utrzymywał się tylko z pisarstwa. W 1968 roku przeniósł się do Wielkiej Brytanii i zamieszkał w Oksfordzie. Umarł na raka płuc w 1975 roku.

## Twórczość
Pierwsze opowiadanie w czasopiśmie „Super Science Stories” opublikował w 1940 roku. Do najbardziej znanych utworów należą cykle Latające miasta i After Such Knowledge oraz zbiór opowiadań The Seedling Stars. Należąca do drugiego cyklu powieść Kwestia sumienia otrzymała nagrodę Hugo w 1959 roku. Kilka innych jego utworów było nominowanych do nagrody Hugo i Nebula. Jest autorem pierwszej oryginalnej powieści rozgrywającej się w świecie Star Trek (Spock Must Die!) oraz 12-tomowego cyklu opowiadań opartych na scenariuszach pierwszego serialu telewizyjnego Star Trek.

### CyklLatające miasta
1. Będą im świecić gwiazdy (They Shall Have Stars, 1956), pol. wyd.: tł. Witold Nowakowski, 1994. ISBN 83-7082-348-3
2. Życie wśród gwiazd (A Life for the Stars, 1962), pol. wyd.: tł. Teresa Tyszowiecka-Tarkowska, 1994. ISBN 83-7082-369-6
3. Gdzie jest twój dom, Ziemianinie?(inne języki) (Earthman, Come Home, 1955; Retro Hugo 2004/1953), pol. wyd.: tł. Juliusz Paweł Szeniawski, 1994. ISBN 83-7082-350-5
4. Triumf czasu (The Triumph of Time, 1958), pol. wyd.: tł. Andrzej Syrzycki, 1994. ISBN 83-7082-614-8

### CyklAfter Such Knowledge
- Kwestia sumienia (A Case of Conscience, 1958; Hugo 1959, Retro Hugo 2004/1953), wyd. pol.: tł. Radosław Kot, 1992. ISBN 83-85100-45-8
- Doctor Mirabilis (1964)
- Black Easter (1968)
- The Day After Judgment (1971)

### CyklHeart Stars
- The Star Dwellers (1961)
- Mission to the Heart Stars (1965)

### Star Trek
- Star Trek 1-12 (1967–1975)
- Spock Must Die! (1970)

### Inne powieści
- The Warriors of Day (1951)
- Jack of Eagles (1952)
- The Duplicated Man (1953) – z R. W. Lowndesem(inne języki)
- Fallen Star (1957)
- VOR (1958)
- Titans' Daughter (1961)
- The Night Shapes (1962)
- A Torrent of Faces (1967) – z Normanem L. Knightem(inne języki)
- Welcome to Mars! (1967)
- The Vanished Jet (1968)
- And All the Stars a Stage (1971)
- Midsummer Century (1972)
- The Quincunx of Time (1973)

### Zbiory opowiadań
- The Seedling Stars (1957)
- Galactic Cluster (1959)
- So Close to Home (1961)
- Best Science Fiction Stories of James Blish (1965)
- Anywhen (1970)
- Midsummer Century (1972)
- The Testament of Andros (1977)
- The Best of James Blish (1979)
- Get Out of My Sky, and There Shall Be No Darkness (1980)
- A Work of Art and Other Stories (1993)
- With All of Love: Selected Poems (1995)
- A Dusk of Idols (1996)

### Inne
- The Issue at Hand (1964) [jako William Atheling]
- More Issues at Hand (1970) [jako William Atheling]
- The Tale that Wags the God (1987)